# Great Chishill
Great Chishill är en by i civil parish Great and Little Chishill, i distriktet South Cambridgeshire, i grevskapet Cambridgeshire i England. Byn är belägen 6 km från Melbourn. Great Chishill var en civil parish fram till 1968 när blev den en del av Great and Little Chishill. Civil parish hade 293 invånare år 1961.